# Marjon Pigney
Marjon Pigney (5 de septiembre de 1964) es una deportista neerlandesa que compitió en tiro con arco, en la modalidad de arco compuesto.
Ganó dos medallas en el Campeonato Mundial de Tiro con Arco al Aire Libre, plata en 1999 y bronce en 2001, una medalla de bronce en el Campeonato Mundial de Tiro con Arco en Sala de 2001 y una medalla de bronce en el Campeonato Europeo de Tiro con Arco al Aire Libre de 1996.

## Palmarés internacional
| Campeonato Mundial al Aire Libre | Campeonato Mundial al Aire Libre | Campeonato Mundial al Aire Libre | Campeonato Mundial al Aire Libre |
| Año                              | Lugar                            | Medalla                          | Prueba                           |
| -------------------------------- | -------------------------------- | -------------------------------- | -------------------------------- |
| 1999                             | Riom (Francia)                   | Medalla de plata                 | Equipo                           |
| 2001                             | Pekín (China)                    | Medalla de bronce                | Equipo                           |
| Campeonato Mundial en Sala       |                                  |                                  |                                  |
| Año                              | Lugar                            | Medalla                          | Prueba                           |
| 2001                             | Florencia (Italia)               | Medalla de bronce                | Equipo                           |
| Campeonato Europeo al Aire Libre |                                  |                                  |                                  |
| Año                              | Lugar                            | Medalla                          | Prueba                           |
| 1996                             | Kranjska Gora (Eslovenia)        | Medalla de bronce                | Equipo                           |